# Пимаровая кислота
Пима́ровая кислота́ — природное вещество ряда смоляных кислот, относящееся к терпеноидам. Название произошло от сокращения латинского биологического названия сосны — Pinus maritima.
В природе входит в состав живицы и канифоли. Существует в виде двух оптических изомеров — левопимаровой кислоты и декстропимаровой кислоты.
Является бесцветным кристаллическим веществом. Кристаллизуется в орторомбической системе в виде плоских прямоугольных пластин.
Растворима в спиртах, ацетоне и диэтиловом эфире. Легко образует натриевые соли.